# Euphorbia brachyphylla
Euphorbia brachyphylla ist eine Pflanzenart aus der Gattung Wolfsmilch (Euphorbia) in der Familie der Wolfsmilchgewächse (Euphorbiaceae).

## Beschreibung
Die sukkulente Euphorbia brachyphylla bildet Sträucher bis 1,2 Meter Höhe aus. Die linealischen und nahezu sitzenden Blätter werden bis 80 Millimeter lang und 5 Millimeter breit. Die in etwa drei spiraligen Reihen um den Trieb verlaufenden Nebenblattdornen besitzen eine verdickte Basis und benachbarte Borsten.
Der Blütenstand wird durch zweifach gegabelte Cymen gebildet. Die nur wenig behaarten Cyathophyllen sind auf der Unterseite in der Regel rot gefärbt. An den Cyathien werden elliptische Nektardrüsen ausgebildet, die grünlich gefärbt sind. Der Fruchtknoten ist unbehaart. Über die Früchte und Samen ist nichts bekannt.

## Verbreitung und Systematik
Euphorbia brachyphylla ist endemisch im Süden von Madagaskar im Tal des Mangoky verbreitet.
Die Art steht auf der Roten Liste der IUCN und gilt als stark gefährdet (Endangered).
Die Erstbeschreibung der Art erfolgte 1921 durch Marcel Denis.